# شورشیان جنگ ستارگان
شورشیان جنگ ستارگان مجموعه تلویزیونی انیمیشن آمریکایی تولید شده توسط تصاویر کامپیوتری و گرافیک سه‌بعدی محصول لوکاس فیلم انیمیشن است. آغاز داستان چهارده سال پس از وقایع جنگ ستارگان قسمت سوم: انتقام سیت و پنج سال پیش از جنگ ستارگان قسمت چهارم: امیدی تازه است. شورشیان در دوران زمانی که امپراتوری کهکشان سلطه خود را بر کهکشان به دست می‌گیرد، اتفاق می‌افتد. نیروهای امپراتوری در حال دنبالهٔ کشتن آخرین افراد جدای هستند در حالی که شورش‌های جدیدی علیه امپراتوری شکل می‌گیرد. سبک بصری شورشیان جنگ ستارگان توسط الهام از هنر مفهومی سه‌گانه اصلی جنگ ستارگان توسط رالف مک کوری است. .
فصل اول شامل چهارده قسمت و شخصیت‌های جدید همراه با شخصیت‌های سه‌گانه اصلی بود. فصل دوم ۲۰ قسمت به همراه یک فیلم یک ساعته به نام شورشیان جنگ ستارگان: محاصره لوتال در ۲۰ ژوئن ۲۰۱۵ منتشر شد. فصل سوم ۱۹ قسمت به همراه یک فیلم یک ساعته دیگر به نام شورشیان  جنگ ستارگان: قدم در سایه در ۲۴ سپتامبر ۲۰۱۶ منتشر شد. در ۱۵ آوریل ۲۰۱۷ در جشن جنگ ستارگان اعلام شد که فصل چهارم آخرین فصل خواهد بود. این فصل در ۱۶ اکتبر ۲۰۱۷ با یک فیلم یک ساعته به نام شورشیان  جنگ ستارگان: قهرمانان ماندلور به نمایش گذاشته شد و آخرین قسمت آن در ۵ مارس ۲۰۱۸ منتشر شد.